# جاشک
جاشَک، روستایی است از توابع بخش آبدان در شهرستان دیر استان بوشهر ایران.

## جمعیت
این روستا در دهستان آبدان قرار دارد و بر اساس آمار سرشماری رسمی:
در سال ۱۳۹۵ تابع دهستان آبدان در بخش آبدان با جمعیت ۱۹۲ نفر (۵۲ خانوار) می‌باشد.
در سال ۱۳۹۰ تابع دهستان آبدان در بخش مرکزی شهرستان دیر با جمعیت آن ۱۵۶ نفر (۴۲ خانوار) بوده‌است.
در سال ۱۳۸۵ تابع دهستان آبدان در بخش مرکزی شهرستان دیر با جمعیت آن ۱۲۳ نفر (۲۴ خانوار) بوده‌است.
در سال ۱۳۶۵ این روستا تابع دهستان کاکی در بخش کاکی از شهرستان دشتی و جمعیت آن ۹۰ نفر (۱۴ خانوار) بوده‌است.
در سال ۱۳۵۵ با جمعیت ۵۸ نفر (۹ خانوار) در دهستان کاکی - بخش کاکی - شهرستان بوشهر - استان بوشهر بوده‌است.
در سال ۱۳۴۵ با جمعیت ۶۳ نفر (۱۵ خانوار) در دهستان کاکی - بخش کاکی - شهرستان بندر بوشهر - فرمانداری کل بنادر و جزایر خلیج فارس بوده‌است.
در سال ۱۳۳۵ با جمعیت ۴۴ نفر بوده‌است.